# Broken Social Scene
Broken Social Scene er et canadisk Indie rock-band dannet i Toronto af Kevin Drew og Brendan Canning i 1999. Bandet er et slags musikkollektiv med de to medlemmer som fast kerne. Bandet optræder med mange andre musikere på scenen - sommetider op til 19 mennesker, som for de flestes vedkommende har tilknytning til Torontos Indie scene. De fleste medlemmer har deres egne karrierer ved siden af. Af mere kendte musikere kan nævnes Feist, som især de første år var en aktiv del af bandet.